# Chakurinochabl'
Chakurinochabl' (in lingua russa Хакуринохабль) è un centro abitato dell'Adighezia, situato nel Šovgenovskij rajon. La popolazione era di 3.948 abitanti al dicembre 2018. Ci sono 48 strade.